# Svenskernes Parti
Svenskernes Parti (SvP) var et svensk nynazistisk politisk parti. Partiet blev dannet under navnet Folkefronten den 22. november 2008 efter at forgængeren Nationalsocialistisk Front var blevet nedlagt. Partiets avis, som udgives på internettet, hedder Realisten. Svenskernes Parti hører til de grupper, som overvåges af SÄPO, det svenske sikkerhedspoliti, og skønnes af dem at indgå i det såkaldte "hvid magt"-miljø.
Partiet vandt ved det svenske kommunalvalg i 2010 ét sæde i Grästorp kommune, idet 102 personer (2,8 procent) stemte på partiet. Svenskernes Parti blev dermed det første egentlige "nazistiske" parti siden 1940'erne, som har haft plads i en folkevalgt forsamling i Sverige. Den svenske skattestyrelse konstaterede dog efterfølgende, at den indvalgte, Daniel Höglund, i praksis ikke boede i Grästorp kommune, og ændrede derfor hans folkeregisteradresse. Dette medførte således, at partiets mandat allerede efter et par måneder stod ubesat
Svenskernes parti blev opløst den 10. maj 2015. Årsagen til opløsningen var ifølge Svenskernes Parti det dårlige valgresultat og et svigtende medlemskab.

## Navneændring
Svenskernes Parti kaldte sig i begyndelsen for Folkefronten, men registrerede i 2009 partibetegnelsen "Svenskernes Parti", fordi betegnelsen "Folkefronten" i forvejen var blevet registreret lokalt af et socialistisk parti i Linköping. Navneændringen blev besluttet på ledelsesmødet den 25. oktober 2009. Folkefronten blev for sin del dannet ud af Nationalsocialistisk Front, som var blevet opløst den 22. november 2008. Svenskernes Parti havde ved sin begyndelse samme partiledelse som NSF, og partiets medlemmer var blevet overført fra NSF, da NSF blev opløst, men i modsætning til NSF har Svenskernes Parti ikke åbne nazistiske indslag i deres profil og satser i stedet på en mere "folkelig" form. Partiet valgte også at holde op med at beskrive sig selv som nationalsocialister og valgte i stedet betegnelser som "nationalister" og "konservative". Ifølge det svenske blad Expos chefredaktør Daniel Poohl er forandring dog primært kosmetisk. Sidenhen er der kommet flere ledende medlemmer til, som ikke har baggrund i Nationalsocialistisk Front, f.eks. partilederen Stefan Jacobsson, Dan Eriksson, og Jonas De Geer.

## Ideologi
Svenskernes Partis forhenværende partileder Daniel Höglund og vicepartilederen Anders Ärleskog sad førhen i ledelsen for Nationalsocialistisk Front. I partiets avis, Den Svenske Nationalsocialist, blev Folkefrontens stiftelse beskrevet på følgende måde:
| Citat  | Et nyt parti er blevet født. Kampen for det svenske folk har altid været der, men først nu findes et redskab, der kan vinde den kamp. Der er endnu langt til målet, ingen tvivl om den sag, men gennem Folkefrontens fødsel kan man ane den kommende sejr. | Citat |
| [ 18 ] | |       |

Også det nye parti oplyser, at det kæmper for et etnisk homogent Sverige, det vil sige et samfund, som ikke frembyder nogen etnisk mangfoldighed. Svenskernes Parti skriver i deres partiprogram, at:
| Citat | Sverige skal også i fremtiden være svenskt: Kun mennesker, som tilhører den vesterlandske genetiske og kulturelle arv, hvori de etniske svenskere indgår, skal kunne være svenske medborgere. Sverige er nødt til at være svenskt, for at svenskerne skal kunne skabe deres egen kultur, deres egne sæder og praksisser samt frit kunne vælge, hvilke indflydelser, som skal påvirke eller berige Sverige fra andre dele af verden. | Citat |
|       | |       |

Daniel Poohl, der er chefredaktør for tidsskriftet Expo, kommenterede i en artikel i avisen Arbetaren, at:
| Citat | Nationalsocialistisk Front har skiftet tøj, men der er ingen forskel. Man har nedtonet smånostalgiske sager som raceteologi på skoleskemaet og bonderomantik, men derudover er det samme nazistiske parti som tidligere. … Folkefronten er et nationalsocialistisk parti. Man taler ikke længere direkte om "race", men det er det, man mener. | Citat |
|       | |       |

## Det svenske sikkerhedspolitis syn på Svenskernes Parti
Svenskernes Parti hører til de gruppe, som overvåges af SÄPO, det svenske sikkerhedspoliti. Nedlæggelsen af NSF og opstarten af et parti, hvor betegnelsen "nationalsocialistisk" hverken indgår i politikken eller i navnet, betragtes af sikkerhedspolitiet udelukkende som en navneændring. Ifølge sikkerhedspolitiet er partiet således at betragte som nazistisk.

## Kontroverser
- Den 9. januar 2010 spredte repræsentanter for Svenskernes Parti løbesedler med budskabet "Advarsel om pædofile" i en forstad til Kalmar i anledning af, at en person, som havde aftjent fængselsstraf for seksuelle overgreb på børn, havde bosat sig i området. På løbesedlerne blev den tidligere straffede person navngivet.[22]
- I maj 2009 kastede aktivister fra Danskernes Parti Toblerone på Mona Sahlin ifm. hendes første maj-tale i Folkeparken i Malmø. Aktionen blev beskrevet på partiets hjemmeside, hvor man tilkendegav, at man ville påminde Sahlin om, hvordan hun havde anvendt folkets penge til at købe chokolade i den såkaldte "Tobleroneaffære".[23]
- I april 2009 blev partiets daværende kontaktperson i Gävle dømt for overfald og "hetz mod folkegruppe" efter at have deltaget i et angreb på en feministisk festival på Färnebo folkehøjskole. Han har også ved et tidligere tilfælde været tiltalt for overfald og krænkelse af den private ejendomsret i forbindelse med andre hændelser.[24][25]
- I december 2010 blev partiets eneste folkevalgte repræsentant frataget sin post som medlem af kommunalbestyrelsen i Grästorp efter at det kom frem, at han ikke i virkeligheden boede i kommunen.

## Kommunal repræsentation
Til forskel fra andre højreekstreme grupper i Sverige satser Svenskernes Parti på kommunalvalg. Den tidligere partileder Daniel Höglund kom efter valget i 2010 ind i kommunalbestyrelsen i Grästorp kommune, men blev nødt til at forlade sin plads, da det kom frem, at han ikke boede i kommunen. Pladsen står nu tom.
Ifølge Svenskernes Parti er man repræsenteret i kommunalbestyrelserne i Lidköping, Nykvarn, Mönsterås og Hedemora, fordi personer, der i disse byer er blevet valgt for Sverigedemokraterne eller Nationaldemokraterne, er hoppet til Svenskernes Parti og har erklæret at ville anvende deres mandater som platform for at udføre SvP's politik.

## Realisten
Svenskernes Parti har en netavis ved navn Realisten. Realisten og Svenskernes Partis egen hjemmeside udgjorde to af elleve svenske hjemmesider, heraf syv højreorienterede, som af det svenske Statens medieråd i 2013 blev klassificeret som åbent voldsforherligende.